# 毛鳳儀 (琉球)
毛鳳儀（1558年（嘉靖三十七年）—1623年2月1日（天啟三年正月初二）），和名池城親方安賴，琉球第二尚氏王朝政治家、三司官。毛氏池城殿內三世。
毛鳳儀為三司官毛廉（池城親方安棟）之子。1592年，首里西側謝名一族發動叛亂，尚寧王派他與毛繼祖（豐見城親方盛續）、金應煦（摩文仁親雲上安恒）圍攻其宅。平叛後，因功升紫冠。
1606年（萬曆三十四年），毛鳳儀以王舅的身份，與正議大夫鄭道、使者芝巴那等前往明朝，奉表進獻方物，並謝襲封恩。
1609年，日本薩摩藩入侵琉球，毛鳳儀跟隨攝政尚宏（具志头王子朝盛）、菊隐、馬良弼（名護親方良豐）等人，在那霸的親見世與侵略的薩軍和談，但失敗。後隨尚寧王一同被俘虜到鹿兒島城。同年，奉尚寧王的命令，跟隨攝政尚宏歸國處理對明貿易事務，並於同年冬季與金應魁（具志親雲上）前往明朝朝貢，在福州向福建巡撫陳子貞報告兵警，請求延緩貢期，並要求明朝就琉球問題向日本交涉。
1611年，尚寧王被釋放歸國，三司官向里端（浦添親方朝師）致仕，由毛鳳儀接替其位。1622年（天啟二年），賜紫地五色浮織冠，以王舅身份，與正議大夫蔡堅一起前往明朝，請求冊封尚豐為琉球王。返程途經江南之時，染病身亡。次年，尚豐王追贈其赤地五色浮織冠。